# 118401 LINEAR
118401 LINEAR är en av ett fåtal objekt som är listade både som kometer och asteroider. Den upptäcktes 7 september 1999 av LINEAR. Dess beteckning som komet är 176P/LINEAR eller LINEAR 52.
Den 26 november 2005 upptäckte Henry H. Hsieh och David C. Jewitt att det också rörde sig om en komet. Med utgångspunkt i dess absoluta magnitud kan man bestämma att objektet är mindre än 6 km i diameter.
Den tillhör asteroidgruppen Themis.
Asteroidbältskometerna är unika på det sättet att de har plana cirkulära asteroidlika omloppsbanor. Då 118401 LINEAR kan visa upp en koma (som ett resultat av att ånga avges från kometen) måste det röra sig om en isig asteroid. När en typisk komet närmar sig solen sublimeras isen och avges till den omgivande rymden i form av en svans. En komet som kontinuerligt är så nära solen som LINEAR borde torka ut. 
Det föreslås att kometer av denna typ är ett resultat av en kollision i asteroidbältet som har blottlagt djupt liggande is. Frågan är dock hur länge en asteroidbältskomet kan förbli aktiv och ge upphov till en koma. Man har beräknat att kortperiodiska kometer kan förbli aktiva under 10 000 år innan de slocknar.
Andra kometer som samtidigt är klassificerade som asteroider är: 2060 Chiron (95P/Chiron), 4015 Wilson-Harrington (107P/Wilson-Harrington), 7968 Elst-Pizarro (133P/Elst-Pizarro), och 60558 Echeclus (174P/Echeclus).